# Championnat d'Europe masculin de rink hockey des moins de 20 ans 1973
Navigation
Championnat d'Europe masculin -20 ans 1972 Championnat d'Europe masculin -20 ans 1975
Le Championnat d'Europe de rink hockey masculin des moins de 20 ans 1973 est la 13e édition de la compétition organisée par le Comité européen de rink hockey et réunissant les meilleures nations européennes des moins de 20 ans. Cette édition a lieu à Oeiras, au Portugal.
L'équipe d'Espagne des moins de 20 ans remporte sa 8e couronne européenne de rink hockey et sa 2e consécutive.

## Participants
Sept équipes prennent part à cette compétition.
- Espagne
- Portugal
- Pays-Bas
- Italie
- France
- Suisse
- Allemagne

## Résultats
Chaque équipe se rencontre une fois.
| Rang | Équipe    | Pts | J | G | N | P | Bp | Bc | Diff |  | Résultats |  |     |     |     |     |     |     |
| ---- | --------- | --- | - | - | - | - | -- | -- | ---- |  | --------- |  | --- | --- | --- | --- | --- | --- |
| 1    | Espagne   | 11  | 6 | 5 | 1 | 0 | 23 | 6  | +17  |  | Espagne   |  | 1-1 | 2-1 | 5-1 | 4-1 | 7-1 | 4-1 |
| 2    | Portugal  | 10  | 6 | 4 | 2 | 0 | 22 | 11 | +11  |  | Portugal  |  |     | 2-2 | 4-3 | 7-0 | 6-4 | 2-1 |
| 3    | Pays-Bas  | 8   | 6 | 3 | 2 | 1 | 14 | 9  | +5   |  | Pays-Bas  |  |     |     | 1-1 | 4-2 | 2-1 | 4-1 |
| 4    | Italie    | 5   | 6 | 2 | 1 | 3 | 15 | 13 | +2   |  | Italie    |  |     |     |     | 4-1 | 0-1 | 6-1 |
| 5    | France    | 4   | 6 | 2 | 0 | 4 | 11 | 20 | -9   |  | France    |  |     |     |     |     | 3-1 | 4-0 |
| 6    | Suisse    | 4   | 6 | 2 | 0 | 4 | 10 | 19 | -9   |  | Suisse    |  |     |     |     |     |     | 2-1 |
| 7    | Allemagne | 0   | 6 | 0 | 0 | 6 | 5  | 22 | -17  |  | Allemagne |  |     |     |     |     |     |     |